# Standardy kvality sociálních služeb
Standardy kvality sociálních služeb jsou obsaženy v příloze 2 Vyhlášky MPSV č. 505/2006 Sb. prováděcí vyhláška k zákonu o sociálních službách (zákon č. 108/2006 Sb. o sociálních službách). Jsou základním kritériem toho, jak se musí sociální služby poskytovat.
Jde o soubor kritérií, kterými je definována úroveň poskytování sociálních služeb v oblasti personálního a provozního zabezpečení sociálních služeb, ale také v oblasti vztahů mezi poskytovatelem a uživateli.

## Základní charakteristika standardů kvality sociálních služeb
Standardy slouží jako vodítko, jak se v systému sociálních služeb dle zákona 108/2006 Sb. orientovat. Slouží jako základní kritérium toho, jak musí své služby organizace poskytovat. Nejde však pouze o nástroj kontroly, ale také o velmi důležité vodítko, významný zdroj informací, které poskytovatelům umožní vytvořit ve svých organizacích takové podmínky, které budou poskytovat opravdu kvalitní sociální služby, odpovídající běžným evropským standardům a respektující lidská a občanská práva a lidskou důstojnost klientů. 
Nejde tedy jen o to, aby služby uspěly při inspekcích, ale hlavně aby se kontinuálně zvyšovala kvalita sociálních služeb, aby zodpovědně a právně nezpochybnitelně a co nejlépe plnili závažný společenský a občanský úkol péče o sociálně potřebné. Jinak řečeno shrnují to, co se v současnosti obecně očekává od dobré sociální služby.
Tato příloha obsahuje patnáct standardů. Ty se rozdělují na 49 kritérií, dle nichž se naplňuje a osvědčuje kvalita poskytovaných sociálních služeb. Z toho 17 kritérií má navíc zásadní povahu, jejich nenaplnění může vést k zrušení registrace poskytovatele.   

## Dělení standardů
Procedurální standardy: cíle a způsoby poskytování služeb, ochrana práv uživatelů sociálních služeb, jednání se zájemcem o službu, dohoda o poskytování služeb, plánování a průběh poskytovaných služeb, osobní údaje, stížnosti na kvalitu nebo způsob poskytování služeb, návaznost na další zdroje
Personální standardy: personální zajištění služeb, pracovní podmínky a řízení poskytování služeb, profesní rozvoj pracovníků a pracovních týmů
Provozní standardy: místní a časová dostupnost služby, nouzové a havarijní situace, zajištění kvality služeb, ekonomika

## Vznik
První verze standardů vznikla v letech 2001 až 2002 v rámci pilotního projektu jehož výstupem byla publikace „Standardy kvality sociálních služeb, Průvodce poskytovatele – MPSV 2003 – ISBN 8086552667.“ Tento průvodce je stále platnou „metodikou“ tvorby a zavádění standardů do českých sociálních služeb. 
Oproti této verzi však nový právní předpis obsahuje pouze patnáct standardů oproti původním sedmnácti.
Vznik, tvorbu a vývoj standardů lze chápat jako „výstup z cílené činnosti pracovníků a klientů poskytovatele, jejímž cílem je zformulovat soubor interních pravidel pro sociální práci poskytovatele, vymezit požadovaný profil pracovníka poskytovatele a vymezit závazné postoje k úkolu poskytování kvalitních sociálních služeb v působnosti zařízení.“